# Antoni Fiter i Rossell
Antoni Fiter i Rossell (* 1706 in Ordino, Andorra; † 1748 in Barcelona) entstammte einer andorranischen Patrizierfamilie und war Doktor der Rechte. Es gibt Hinweise, dass er auch Kleriker gewesen sei, allerdings kann dies durch keine Dokumente belegt werden.
1737 wurde er vom bischöflichen Ko-Fürsten zum Vogt ernannt, das war der bischöfliche Vertreter direkt im Land.
1748 verfasste Fiter i Rossell im Auftrag des andorranischen Parlaments, des Generalrats, das umfangreiche Werk Manual Digest über die Geschichte, die Sitten und Gebräuche Andorras, welches als bedeutendes Frühwerk der andorranischen Literatur gilt.
In Andorra la Vella und in Escaldes-Engordany wurde jeweils eine Straße nach dem Schriftsteller benannt. Ebenso erhielt der katalanische Literaturpreis für Romane Premi Fiter i Rossell seinen Namen.